# Кологойда, Николай Васильевич
Николай Васильевич Кологойда (1922—1964) — подполковник Советской Армии, участник Великой Отечественной войны, Герой Советского Союза (1944).

## Биография
Родился 14 ноября 1922 года в селе Воскресенка (ныне — район Магжана Жумабаева Северо-Казахстанской области Казахстана). В 1932 году семья переехала в поселок Полевской, где отец Василий Кузьмич устроился на химический завод. Николай после окончания девяти классов школы номер 1 в 1938 году работал учеником прибориста в электроцехе, мастером участка контрольно-измерительных приборов на Полевском криолитовом заводе (с июля 1940 по июнь 1941).
В июне 1941 года был призван на службу в Рабоче-крестьянскую Красную Армию. В этом же году окончил Камышловское пехотное училище. С декабря 1941 года — на фронтах Великой Отечественной войны. Принимал участие в боях на Северо-Западном, Воронежском и 1-м Украинском фронтах. Участвовал в битве за Москву, боях под Воронежем, освобождении Украинской ССР, Польши и Чехословакии. В 1943 году окончил курсы усовершенствования командного состава. К октябрю 1943 года капитан Николай Кологойда командовал 1-й пулемётной ротой 929-го стрелкового полка 254-й стрелковой дивизией 52-й армии Воронежского фронта. Отличился во время битвы за Днепр.
1 октября 1943 года во главе штурмовой группы из 102 бойцов переправился через Днепр в районе села Крещатик Черкасского района Черкасской области Украинской ССР и вступил в бой с противником. За сутки боёв группа Николая Кологойды уничтожила около 270 немецких солдат и офицеров, 17 из которых уничтожил лично командир группы. Однако противник превосходящими силами вынудил отойти группу в лес, где она соединилась с партизанами. В полку Николая Кологойду посчитали погибшим и посмертно представили его к званию Героя Советского Союза. Спустя день полк соединился с партизанским формированием, в котором находился Николай Кологойда.
Указом Президиума Верховного Совета СССР «О присвоении звания Героя Советского Союза офицерскому, сержантскому и рядовому составу Красной Армии» от 22 февраля 1944 года за «образцовое выполнение боевых заданий командования при форсировании реки Днепр, развитие боевых успехов на правом берегу реки и проявленные при этом отвагу и геройство» был удостоен высокого звания Героя Советского Союза с вручением ордена Ленина и медали «Золотая Звезда» за номером 2551. Был также награждён рядом медалей.
Участвовал также в битве под Москвой, в освобождении Польши, Чехословакии, Варшавы, Праги.
После окончания войны в 1946 году демобилизовался, в 1948 году окончил Свердловскую двухгодичную партийную школу. Работал в должности заместителя председателя Артинского райисполкома Свердловской области (с августа 1948 по май 1950), в управлении службы Министерства противовоздушной обороны (с мая 1950 по 1952).
В 1956 году окончил Военно-политическую академию им. В. И. Ленина в Москве с присвоением квалификации офицера-политработника. Служил в Белоруссии, ГДР (Западная группа советских войск, город Потсдам). В 1962 присвоено звание подполковника.
В августе 1964 года отдыхал с семьей в Полевском, во время купания порезал ногу. По возвращении на место службы в ГДР у него обнаружилось заражение крови. Скончался 18 сентября 1964 года. Гроб с телом привезли в Полевской и захоронили на Южном кладбище города.
Память
В Полевском в его честь названа улица и средняя школа № 1 (с 1965 года), где он учился. На фасаде здания школы в его честь установлена мраморная мемориальная доска.

### Семья
Был женат на Маргарите Васильевне (развелся в конце 1950 года).